# أدريان كينغ
أدريان كينغ (بالإنجليزية: Adrienne King) هي ممثلة وفنانة مرئية ومؤدية مشاهد خطيرة سابقة من الولايات المتحدة، ولدت يوم 21 يوليو 1960 بلونغ آيلند في الولايات المتحدة.

## أعمال

### أفلام
- (1977) حمى ليلة السبت[4][5][6]
- (1980) يوم الجمعة الثالث عشر[7][8][9]
- (1981) يوم الجمعة الثالث عشر الجزء الثاني[10][11]

## وصلات خارجية
- أدريان كينغ على موقع IMDb (الإنجليزية)
- أدريان كينغ على موقع ألو سيني (الفرنسية)
- أدريان كينغ على موقع أول موفي (الإنجليزية)
- أدريان كينغ على موقع قاعدة بيانات الأفلام السويدية (السويدية)
- أدريان كينغ على موقع قاعدة بيانات الفيلم (الإنجليزية)
- أدريان كينغ على موقع كينوبويسك (الروسية)